# Bahadır Öztürk
Bahadır Öztürk (Istanbul, 1º ottobre 1995) è un calciatore turco, difensore dell'Antalyaspor.

## Carriera
Cresciuto nel settore giovanile dell'Antalyaspor, ha esordito in prima squadra il 23 maggio 2015 disputando l'incontro di TFF 1. Lig perso 3-1 contro l'Elazığspor.

## Statistiche

### Presenze e reti nei club
Statistiche aggiornate al 20 gennaio 2022.
| Stagione           | Squadra            | Campionato         | Campionato | Campionato | Coppe nazionali | Coppe nazionali | Coppe nazionali | Coppe continentali | Coppe continentali | Coppe continentali | Altre coppe | Altre coppe | Altre coppe | Totale | Totale |
| Stagione           | Squadra            | Comp               | Pres       | Reti       | Comp            | Pres            | Reti            | Comp               | Pres               | Reti               | Comp        | Pres        | Reti        | Pres   | Reti   |
| ------------------ | ------------------ | ------------------ | ---------- | ---------- | --------------- | --------------- | --------------- | ------------------ | ------------------ | ------------------ | ----------- | ----------- | ----------- | ------ | ------ |
| 2014-2015          | Antalyaspor        | 1L                 | 2          | 0          | CT              | 0               | 0               |                    | -                  | -                  |             | -           | -           | 2      | 0      |
| 2015-2016          | Elazığspor         | 1L                 | 3          | 0          | CT              | 2               | 0               |                    | -                  | -                  |             | -           | -           | 5      | 0      |
| 2016-gen. 2017     | Bodrumspor         | 3L                 | 6          | 0          | CT              | 2               | 0               |                    | -                  | -                  |             | -           | -           | 8      | 0      |
| gen.-giu. 2017     | Kırklarelispor     | 2L                 | 16         | 1          | CT              | 1               | 0               |                    | -                  | -                  |             | -           | -           | 17     | 1      |
| 2017-2018          | Şanlıurfaspor      | 2L                 | 30         | 0          | CT              | 2               | 0               |                    | -                  | -                  |             | -           | -           | 32     | 0      |
| 2018-2019          | Antalyaspor        | SL                 | 11         | 0          | CT              | 5               | 0               |                    | -                  | -                  |             | -           | -           | 16     | 0      |
| 2019-2020          | Antalyaspor        | SL                 | 11         | 0          | CT              | 1               | 0               |                    | -                  | -                  |             | -           | -           | 12     | 0      |
| 2020-2021          | Antalyaspor        | SL                 | 4          | 0          | CT              | 0               | 0               |                    | -                  | -                  |             | -           | -           | 4      | 0      |
| 2021-2022          | Antalyaspor        | SL                 | 6          | 0          | CT              | 3               | 0               |                    | -                  | -                  |             | -           | -           | 9      | 0      |
| Totale Antalyaspor | Totale Antalyaspor | Totale Antalyaspor | 34         | 0          |                 | 9               | 0               |                    | -                  | -                  |             | -           | -           | 43     | 0      |
| Totale carriera    | Totale carriera    | Totale carriera    | 89         | 1          |                 | 16              | 0               |                    | -                  | -                  |             | -           | -           | 105    | 1      |